# Dettenhausen
Dettenhausen è un comune tedesco di 5 573 abitanti,, situato nel land del Baden-Württemberg.